# Stibbio
Stibbio è una frazione del comune italiano di San Miniato, nella provincia di Pisa, in Toscana.

## Geografia fisica
Il borgo di Stibbio è situato su una collina tufacea sul torrente Egola, a circa 8 km dal centro comunale di San Miniato, nel Valdarno inferiore.

## Storia
Paese sorto in epoca altomedievale come feudo di Pisa, è citato in alcuni documenti degli imperatori Federico I e II, Arrigo VI, Ottone IV e Carlo IV. Il castello di Stibbio fu conquistato nel 1314 da Uguccione della Faggiola e consegnato ai pisani. Nel 1317 il borgo fu restituito a San Miniato. Nel corso dello stesso secolo, il castello si ritrovò conteso in varie dispute territoriali tra il comune di San Miniato e Firenze. Nel 1833 la frazione contava 1 177 abitanti. Nel 1839 parte del territorio dipendente da Stibbio fu ceduta al comune di Montopoli in Val d'Arno.

## Monumenti e luoghi d'interesse
- Chiesa di San Bartolomeo, antica chiesa parrocchiale risalente all'epoca medievale.
- Castello di Stibbio, ne rimangono alcune tracce poco lontane dal paese.